# Тукапель
Тукапель (ісп. Tucapel) — комуна в Чилі. Адміністративний центр комуни - селище Уепіль. Населення — 6576 осіб (2002). Селище і комуна входить до складу провінції Біобіо та регіону Біобіо.
Територія комуни — 914,9 км². Чисельність населення - 13 290 жителів (2007). Щільність населення - 14,53 чол./км².

## Розташування
Селище Уепіль розташоване за 111 км на південний схід від адміністративного центру області — міста Консепсьйон та за 41 км на північний схід від адміністративного центру провінції міста Лос-Анхелес.
Комуна межує:
- на півночі - з комуною Юнгай
- на сході — з комуною Антуко
- на півдні - з комуною Антуко
- на заході — з комуною Кільєко
- на північному заході — з комуною Лос-Анхелес

Тукапель відомий тим, що в ньому араукани стратили першого чилійського губернатора, іспанського конкістадора і Педро де Вальдівія.

## Демографія
Згідно з даними, зібраними під час перепису Національним інститутом статистики, населення комуни становить 13 290 осіб, з яких 6644 чоловіки та 6646 жінок.
Населення комуни становить 0,67% від загальної чисельності населення регіону Біобіо. 29,51% відноситься до сільського населення і 70,49% - міське населення.

### Найважливіші населені пункти комуни
- Уепіль (селище) — 6576 мешканців
- Тукапель (селище) — 2251 мешканець

## Місто в літературі
Тукапель та його мешканці — індіанці араукани, а також їх боротьба з іспанським військом, що вирушило в похід з міста Пенко, описані в поемі Араукана авторства Алонсо де Ерсільї-і-Суньїги, класика та засновника чилійської національної літератури.